# Silvermartorn
Silvermartorn (Eryngium giganteum) är en växtart i släktet martornar och familjen flockblommiga växter. Den beskrevs av Friedrich August Marschall von Bieberstein 1808.
Arten är en perenn eller tvåårig ört som förekommer vilt i norra Turkiet och Kaukasus. Den odlas ibland som prydnadsväxt i Sverige och klassas som en potentiellt invasiv art.

## Galleri

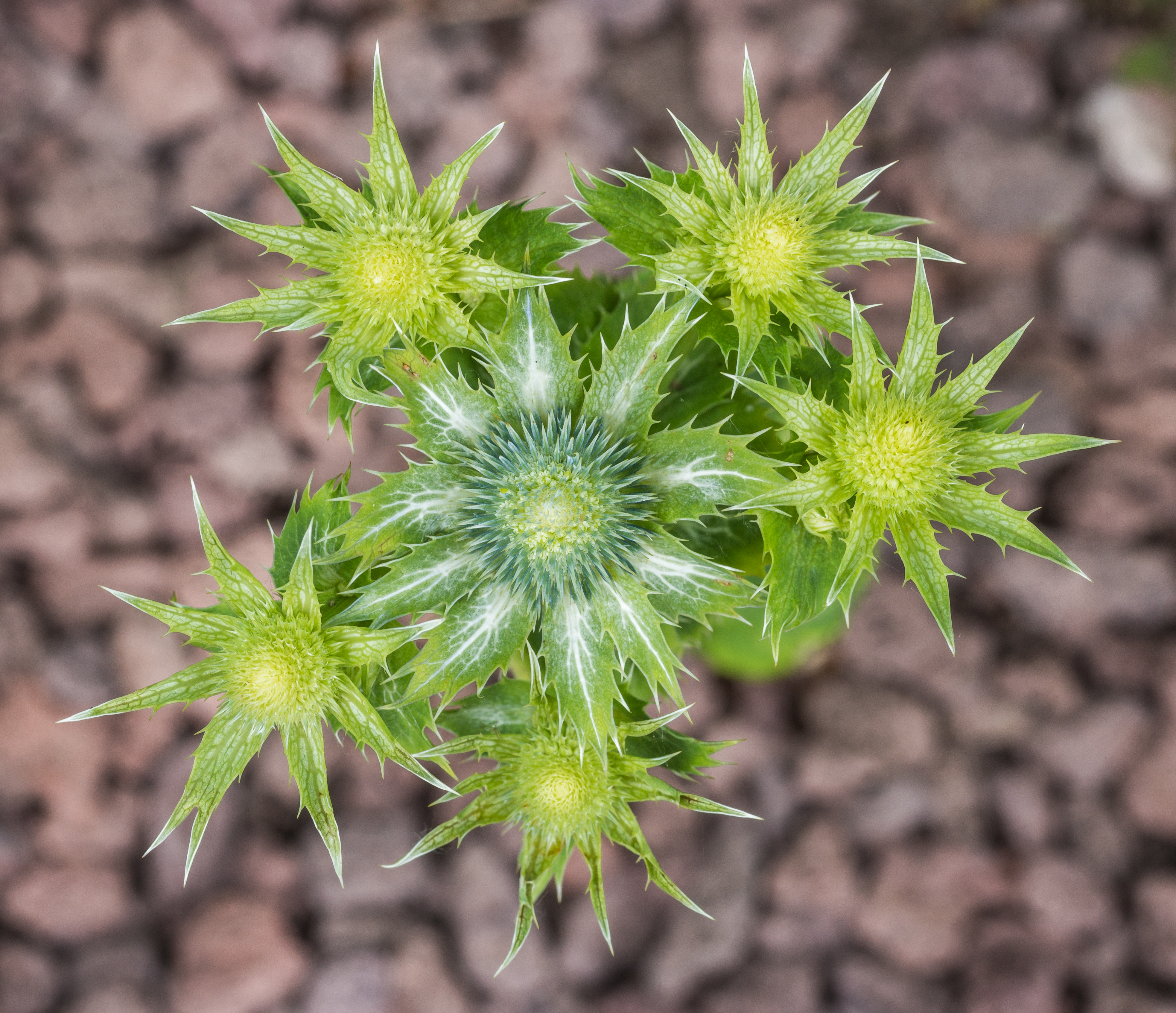
Varianten 'Miss Willmott's Ghost'
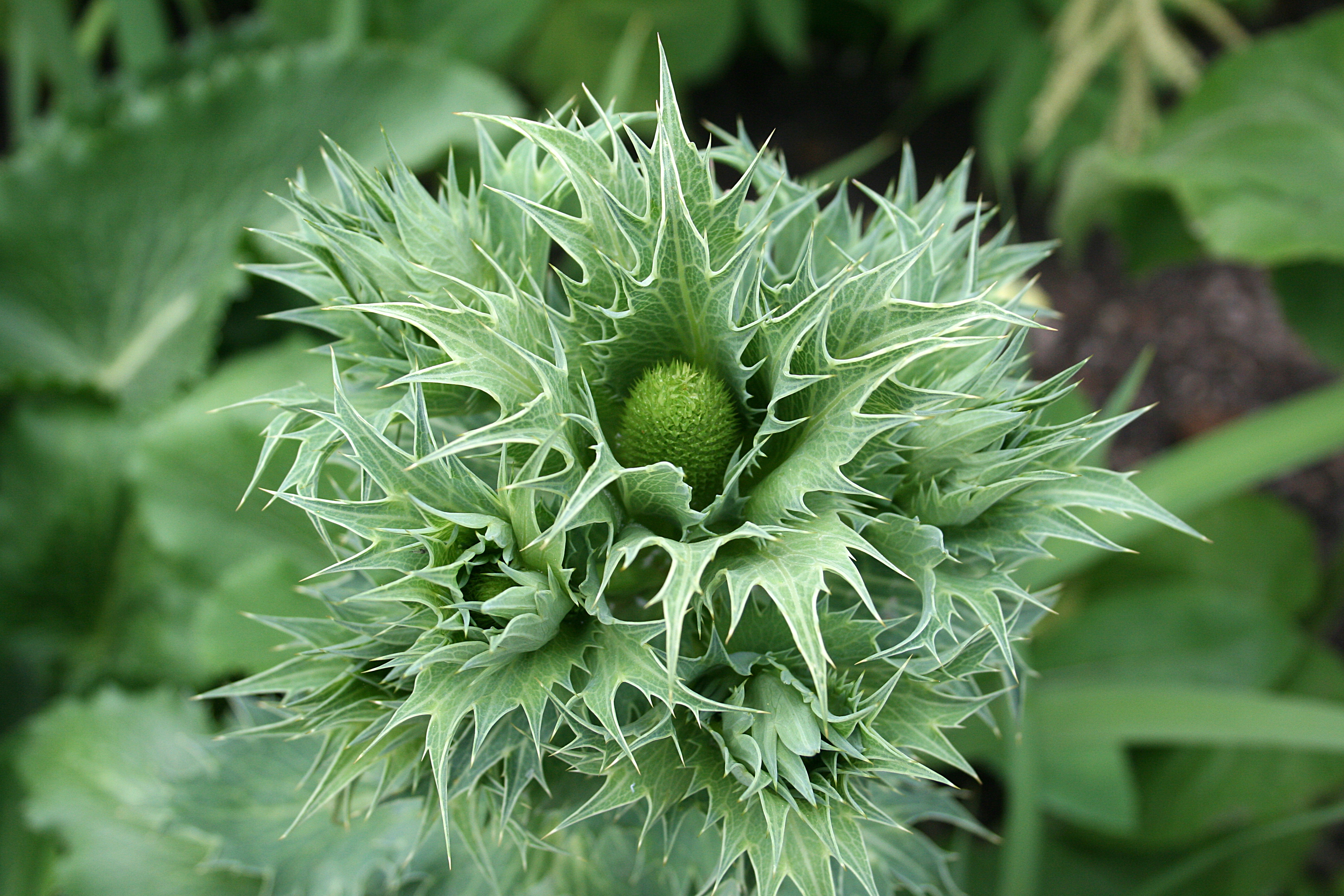
Eryngium giganteum blomma